# Éparchie Notre-Dame des Martyrs du Liban de Mexico
L'éparchie Notre-Dame des Martyrs du Liban de Mexico (en latin : Eparchia Dominae Nostrae Martyrum Libanensium in Civitate Mexicana Maronitarum ; en espagnol : Eparquía de Nuestra Señora de los Mártires del Líbano en México) est une éparchie de l'Église maronite au Mexique directement soumis au Saint-Siège.

## Territoire
L'éparchie a juridiction sur tous les fidèles de l'Église maronite qui résident au Mexique. Le siège éparchial est à Mexico où se trouve la cathédrale Notre-Dame-de-Valvanera.

## Histoire
L'éparchie est érigée le 6 novembre 1995 par la constitution apostolique Cum Christifideles du pape Jean-Paul II.

## Éparques
- Pierre Wadih Tayah (6 novembre 1995 - 4 mai 2002)
- Georges Miled Saad Abi Younes, O.L.M (22 février 2003 - 10 juillet 2024)
  - Elie Mikhael, administrateur apostolique, depuis le 10 juillet 2024